# (6777) Balakirev
(6777) Balakirev (1989 SV1) – planetoida z grupy pasa głównego asteroid okrążająca Słońce w ciągu 5,67 lat w średniej odległości 3,18 j.a. Odkryta 26 września 1989 roku.